# 2002 FIFAワールドカップ・決勝
2002 FIFAワールドカップ・決勝は、2002年（平成14年）6月30日に神奈川県横浜市港北区の横浜国際総合競技場で行われた、第17回目のFIFAワールドカップの決勝である。

## 背景

### 初の共催
初の2ヶ国共催となった2002 FIFAワールドカップの組み合わせは、グループリーグ・決勝トーナメントとも日本と韓国で半数ずつの試合を行うこととなっていた。2ヶ国間での頻繁なチーム移動を極力避けるため、グループリーグA-Dは韓国で、グループリーグE-Hは日本で行った。
決勝トーナメントでは、グループリーグA/C/F/Hを勝ち上がったチームが準決勝までを日本で戦い（日本ゾーン）、グループリーグB/D/E/Gを勝ち上がったチームが準決勝までを韓国で戦う（韓国ゾーン）組み合わせとなっていた。この結果、日本ゾーンと韓国ゾーンのチームが対戦するのは決勝と3位決定戦（韓国・大邱スタジアム）のみとなっていた。

### ファイナリスト
日本で行われる決勝は、韓国ゾーンを勝ち上がったドイツ（優勝3回）と、日本ゾーンを勝ち上がったブラジル（優勝4回）の組み合わせとなった。
両国は第二次世界大戦終了後の第4回大会以降、1978年アルゼンチン大会（このときの決勝の顔合わせはアルゼンチン対オランダ）を除いてどちらかが決勝に進出しているが、決勝に限らず両国がワールドカップで対戦するのはこれが史上初であった。

## 決勝までの道のり

### ドイツ
ドイツはグループリーグではグループE（日本）に入り、初戦のサウジアラビア戦（札幌ドーム）でFWミロスラフ・クローゼのハットトリックを含む大量8得点を挙げて勝利（8-0のスコアは2002年大会の最多得失点差となった）、続くアイルランド戦（カシマスタジアム）はクローゼのゴールで先制するも後半ロスタイムにロビー・キーンに同点ゴールを決められ1-1のドロー、最終戦のカメルーン戦（横浜国際総合競技場）ではクローゼとMFマルコ・ボーデのゴールで2-0で勝利し、勝ち点7（2勝1分け）の1位で決勝トーナメント進出を決めた。予選3試合全てにゴールを挙げたクローゼの好調が光った。
決勝トーナメントは韓国ゾーンに入り、1回戦でグループB2位のパラグアイと対戦（済州ワールドカップ競技場）、攻めきれない時間が続くものの後半終了間際にFWオリバー・ノイビルのゴールで1-0でパラグアイを振り切った。準々決勝はアメリカと対戦（蔚山文殊サッカー競技場）、前半39分のMFミヒャエル・バラックのゴールを守りきって再び1-0での辛勝。準決勝は地元の応援で勢いに乗る韓国と対戦（ソウルワールドカップ競技場）、圧倒的アウェーの状況の中、後半30分のバラックのゴールで1-0で勝利。決勝へと駒を進めた。

### ブラジル
ブラジルはグループリーグではグループC（韓国）に入り、初戦のトルコ戦（蔚山文殊サッカー競技場）では前半終了間際に先制を許すも、後半のFWロナウド・MFリバウドの得点により2-1で逆転勝ち。続く中国戦（済州ワールドカップ競技場）ではDFロベルト・カルロス、MFロナウジーニョとロナウド、リバウドのそろい踏みで4-0で圧勝。最終戦のコスタリカ戦（水原ワールドカップ競技場）もロナウドの2得点などで5-2で勝利、3戦全勝の勝ち点9で決勝トーナメント進出を決めた。
決勝トーナメント進出は日本ゾーンに入り、1回戦でグループH2位のベルギーと対戦（神戸ウイングスタジアム）、ベルギーの堅守に苦しむも、後半のリバウド、ロナウドのゴールで2-0でベルギーを下した。準々決勝は今大会の「死の組」とも呼ばれたグループFを勝ち上がったイングランドと対戦（静岡スタジアム エコパ）、イングランドのFWマイケル・オーウェンに先制を許すも、前半ロスタイムにリバウドのゴールで同点に追いつき、後半5分のロナウジーニョのゴールで逆転し、2-1で準決勝に進んだ。準決勝では、決勝トーナメントで開催国日本と、台風の目と称されたセネガルを下して勢いに乗るトルコと対戦（埼玉スタジアム2002）、ボール支配率で劣勢に立たされるものの、後半のロナウドのゴールを守りきって1-0で勝利し、決勝に進出した。エースFWのロナウドは、準々決勝以外の全ての試合でゴールを挙げるなど好調を維持していた。

## 試合結果

### 概要
試合は、ここまで16得点と圧倒的な攻撃力を誇るブラジルに対して、準決勝までわずか1失点と堅守を誇るドイツがいかに守り抜くかという構図が予想され、実際にその通りの展開となった。試合は前半から両チームのつばぜり合いが続く中、ブラジルがやや攻勢を見せる。MFジョゼ・クレベルソンのミドルシュートはバーをたたき、前半終了間際にはブラジルの絶対的エースFWロナウドがゴール正面でフリーになるもドイツの守りの中心であるGKオリバー・カーンが足ではじくスーパーセーブを見せ、前半を両チーム無得点で終える。
後半開始直後はドイツが攻勢に出て、コーナーキックのチャンスからフリーとなったMFイェンス・イェレミースが頭であわせるもブラジルのGKマルコスに阻まれ、FWオリバー・ノイビルのフリーキックはポストにはじかれて得点ならず。その後、ブラジルのDFジウベルト・シウバとの接触プレーによりドイツのGKカーンが負傷（後に靭帯損傷の大怪我であることが判明）するもプレーを続行。すると後半22分、ブラジルのMFリバウドの無回転ミドルシュートをカーンが防ぐもボールをキャッチしきれずにファンブル、これを見逃さなかったロナウドがゴールに押し込み先制。後半34分にもクレベルソンのパスをゴール正面で受けたロナウドが2点目をたたき込み、ブラジルがそのまま2-0で勝利し、ワールドカップ最多の5度目の栄冠を勝ち取った。
終わってみれば、8得点を挙げ本大会ダントツの得点王に輝いたロナウドの活躍を象徴するかのような試合展開であった。また、両チーム合わせてイエローカードがわずか2枚と、ワールドカップ決勝としては1970年メキシコ大会以来となるクリーンな試合展開であった。
なお、ブラジルは本大会7戦全勝となったが、これは決勝まで7戦を要する1974年大会以降では唯一の記録となっている。

### 試合データ
| ドイツ | 0 – 2    | ブラジル            |
| ------ | -------- | ------------------- |
|        | レポート | ロナウド 67分, 79分 |

| ドイツ | ブラジル |

| GK               | 1  | オリバー・カーン           |     |      |
| CB               | 2  | トーマス・リンケ           |     |      |
| CB               | 5  | カルステン・ラメロウ       |     |      |
| CB               | 21 | クリストフ・メッツェルダー |     |      |
| RM               | 22 | トルステン・フリンクス     |     |      |
| CM               | 8  | ディートマー・ハマン       |     |      |
| CM               | 16 | イェンス・イェレミース     |     | 77分 |
| LM               | 17 | マルコ・ボーデ             |     | 84分 |
| AM               | 19 | ベルント・シュナイダー     |     |      |
| CF               | 11 | ミロスラフ・クローゼ       | 9分 | 74分 |
| CF               | 7  | オリバー・ノイビル         |     |      |
| 交代出場:        |    |                            |     |      |
| FW               | 20 | オリバー・ビアホフ         |     | 74分 |
| FW               | 14 | ゲーラルド・アサモア       |     | 77分 |
| MF               | 6  | クリスティアン・ツィーゲ   |     | 84分 |
| 監督:            |    |                            |     |      |
| ルディ・フェラー |    |                            |     |      |

| GK                           | 1  | マルコス                 |     |      |
| CB                           | 3  | ルシオ                   |     |      |
| CB                           | 5  | エジミウソン             |     |      |
| CB                           | 4  | ロッキ・ジュニオール     | 6分 |      |
| RM                           | 2  | カフー                   |     |      |
| CM                           | 8  | ジウベルト・シウバ       |     |      |
| CM                           | 15 | クレベルソン             |     |      |
| LM                           | 6  | ロベルト・カルロス       |     |      |
| AM                           | 11 | ロナウジーニョ           |     | 85分 |
| CF                           | 10 | リバウド                 |     |      |
| CF                           | 9  | ロナウド                 |     | 90分 |
| 交代出場:                    |    |                          |     |      |
| MF                           | 19 | ジュニーニョ・パウリスタ |     | 85分 |
| MF                           | 17 | デニウソン               |     | 90分 |
| 監督:                        |    |                          |     |      |
| ルイス・フェリペ・スコラーリ |    |                          |     |      |

| 副審 レイフ・リンベリ フィリップ・シャープ 第4の審判 ヒュー・ダラス | 試合方式 - 試合時間90分（前後半45分） - 延長戦の場合は30分（前後半15分） - 同点の場合はPK戦 - 選手交代は3人まで |

|                  | ブラジル | ドイツ |
| 得点             | 2        | 0      |
| シュート数       | 9        | 12     |
| ゴールシュート数 | 7        | 4      |
| ボール支配率     | 44%      | 56%    |
| コーナーキック   | 3        | 4      |
| ファウル         | 19       | 21     |
| オフサイド       | 0        | 1      |
| イエローカード   | 1        | 1      |
| レッドカード     | 0        | 0      |

| 2002 FIFAワールドカップ優勝国 |
| ----------------------------- |
| · ブラジル · 2大会ぶり5回目   |

## その他のエピソード
- この決勝戦は明仁天皇・美智子皇后、高円宮夫妻、第87代内閣総理大臣・小泉純一郎ら国内の要人のほか、共同開催国代表として大韓民国の第15代大統領金大中・李姫鎬夫妻、次回開催国代表として第8代ドイツ連邦大統領ヨハネス・ラウら各国のVIPが観戦する中で行われた。
- ドイツが決勝進出したことで、第28回主要国首脳会議（サミット）出席のためカナダを訪れていた第7代ドイツ連邦首相ゲアハルト・シュレーダーが、帰国する小泉総理の乗る日本国政府専用機に同乗し訪日、フライト中は日独首脳会談も開催された。政府専用機に他国の要人が同乗することは極めて異例[3]。